# Metacatharsius zuluanus
Metacatharsius zuluanus är en skalbaggsart som beskrevs av Vladimir Balthasar 1965. Metacatharsius zuluanus ingår i släktet Metacatharsius och familjen bladhorningar. Inga underarter finns listade i Catalogue of Life.